# Klecza
Klecza – wieś w Polsce położona w województwie dolnośląskim, w powiecie lwóweckim, w gminie Wleń.

## Położenie
Klecza to niewielka wieś leżąca na Pogórzu Izerskim, na południowo-wschodnim skraju Wzgórz Radomickich, na wysokości około 350–440 m n.p.m.

## Podział administracyjny
W latach 1975–1998 miejscowość administracyjnie należała do województwa jeleniogórskiego.